# Morad El Ouakili
Morad El Ouakili (Arnhem, 1980) is een Nederlands radio-dj. Hij presenteert Met Morad op NPO Radio 2 en is ook regelmatig invaller. Tevens presenteert hij regelmatig RTL Boulevard.

## Biografie en carrière
El Ouakili trad tot 2021 op als DJ Moradzo en maakte ruim negen jaar, vanaf 2009, het middagprogramma Shay & Morad op NPO FunX.
Van januari 2019 tot december 2020 presenteerde hij Gaan! De extra vroege ochtendshow bij BNNVARA op NPO Radio 1, van 4:00 tot 6:00 uur. In september 2019 ontstond er ophef toen El Ouakili een inbeller tijdens een uitzending van dit programma zijn gang liet gaan toen deze antisemitische uitingen deed. Een dag later verontschuldigde hij zich tijdens zijn uitzending voor het voorval.
In mei 2020 werd El Ouakili gedwongen zijn programma Ramadan Late Night op NPO FunX voortijdig te beëindigen na meerdere doodsbedreigingen door personen die het ongepast vonden om muziek uit te zenden tijdens de ramadan.
In januari 2021 stapte hij over van NPO Radio 1 naar de regionale zender NH Radio, waar hij een jaar lang het middagprogramma presenteerde. Vanaf 9 oktober 2021 presenteerde El Ouakili op de zaterdagavond tussen 18:00 en 20:00 uur het programma Soulnight met Shay & Morad op NPO Radio 2. Hij stopte hiermee in december 2022.
Van mei 2022 tot december 2022 was El Ouakili een van de nieuwslezers voor de NOS op de publieke radiozenders.
Op 4 oktober 2022 maakte NPO Radio 2 bekend dat El Ouakili het avondtijdslot (maandag t/m donderdag van 22:00 uur tot 00:00 uur) op NPO Radio 2 vanaf januari 2023 overnam van Giel Beelen. Door deze overstap kwam hij van de NOS terecht bij BNNVARA. 
El Ouakili werd toen ook toegevoegd aan het dj-team van de NPO Radio 2 Top 2000 en maakt sedertdien deel uit van het dj-team.
Per 24 januari 2024 nam El Ouakili per direct de uren van collega Frank van 't Hof over, die samen met Wouter van der Goes vertrok naar Radio Veronica. Hierdoor schoof El Ouakili twee uur 'dichter naar de dag', naar het tijdslot 20:00 tot 22:00 uur.
Verder is hij (overdag) regelmatig te horen als invaller op NPO Radio 2 en is hij sinds 2023 muziekdeskundige in het tv-programma RTL Boulevard. 
Op 10 juni 2024 moest hij met onmiddellijke ingang weg bij NPO Radio 2, omdat zijn contract met BNNVARA het niet toestond om zijn tv-ambities waar te maken en dit te combineren. Op NPO Radio 2 zou hij samen met Roelof de Vries de dj's Jan-Willem Roodbeen en Jeroen Kijk in de Vegte vervangen in hun ochtendshow tijdens hun vakanties, maar vanwege zijn noodgedwongen vertrek bij NPO Radio 2 en BNNVARA werd dit overgenomen door Giel Beelen.
Op 26 juni 2024 maakten NPO Radio 2 en Powned bekend dat El Ouakili een nieuw contract bij Powned heeft getekend en per direct terugkeerde als invaller, waarna hij later weer een eigen radioprogramma krijgt. El Ouakili wordt vanaf donderdag 27 juni 2024 ingezet tijdens de rechtstreekse uitzendingen vanaf Concert at Sea.
In het najaar van 2024 was El Ouakili als gastpanellid te zien in het in het RTL 4-televisieprogramma DNA Singers. Daarnaast deed hij datzelfde jaar samen met Ouassima Tajmout mee aan Het Jachtseizoen: Most Wanted. Ook deed El Ouakili in 2024 samen met zangeres Desray mee aan het televisieprogramma Top 2000 Quiz op NPO 1 en was hij opnieuw onderdeel van het dj-team van de NPO Radio 2 Top 2000. Hij presenteerde het tijdslot 20:00 tot 22:00 uur.
Met de invoering van de nieuwe programmering van NPO Radio 2 per januari 2025, keert El Ouakili van maandag t/m donderdag terug op het oude tijdslot van 20:00 tot 22:00 uur met zijn programma Met Morad, nu namens Powned.

## Father 808
Ook is Morad bezig met zijn eigen muziek. Zo is hij techno-producer onder de naam Father 808. Hij maakte met Jaimy de Ruijter de podcast Trending techno voor de NPO Luister-app.
Huidige: · Annemieke Schollaardt · Bart Arens · Carolien Borgers · Evelien de Bruijn · Corné Klijn · Daniël Lippens · Desiree van der Heiden · Dolf Jansen · Eddy Keur · Emmely de Wilt · Evert Duipmans · Jan-Willem Roodbeen · Jeroen Kijk in de Vegte · Jeroen van Inkel · Leo Blokhuis · Martine ten Klooster · Morad El Ouakili · Paul Rabbering · Ruud de Wild · Shay Kreuger ·Tannaz Hajeby · Thomas Hekker · Willemijn Veenhoven
Voormalige: Alfred van de Wege · Andrew Makkinga · Bert Haandrikman · Bert Kranenbarg · Cees van Zijtveld · Cielke Sijben · Daniël Dekker · Edwin Diergaarde · Felix Meurders · Ferry Maat · Frank du Mosch · Frits Sissing · Frits Spits · Gerard Ekdom · Giel Beelen · Gijs Staverman · Hans Schiffers · Henk van Steeg · Jan Paul Grootentraast · Jasper de Vries · Jeanne Kooijmans · Jeroen Mulder · Jetske van Staa · Jurgen van den Berg · Karel van Cooten · Kasper Kooij · Kimberley Dekker · Malou Holshuijsen · Marc Adriani · Marisa Heutink · Mart Smeets · Miranda van Holland · One'sy Muller · Peter Schuiten · Peter van Bruggen · Rick van Velthuysen · Rob Stenders · Roeland van Zeijst · Ron Stoeltie · Rutger Radstaake · Ruud Hermans · Sander de Heer · Sander Guis · Sara Kroos · Simone Walraven · Ted de Braak · Thijs Maalderink · Thomas van Vliet · Timur Perlin · Toine van Peperstraten · Tom Mulder · Will Luikinga · Yora Rienstra· Wouter van der Goes· Frank van 't Hof · Stefan Stasse  ·